# 宣宗 (金)
宣宗（せんそう）は、金の第8代皇帝。女真名は吾睹補（ウトゥプ）、漢名は珣（じゅん）、のち従嘉（じゅうか）。宣孝太子胡土瓦の庶長子で、世宗の孫、章宗の兄にあたる。

## 生涯
大定29年（1189年）に章宗により豊王に封じられ、近衛軍である彰徳隊を率いて統轄した。後に翼王・邢王に封じられた。しかし至寧元年（1213年）、叔父の衛紹王が対モンゴル戦敗北の問責を恐れた将軍の胡沙虎によって殺害されると、その後継者として皇帝に擁立された。しかし胡沙虎も間もなく部下の朮虎高琪により殺害されたため、宣宗は胡沙虎の傀儡から脱することができた。
大安3年（1211年）からモンゴル帝国による金領への侵攻が始まると、耶律留哥などモンゴルの侵攻を受けた地域の将軍たちが金朝を見限りモンゴルへ帰順する事態が多発した。金軍も敗北を重ねて、金の兵力は弱体化する一方であった。また、大安2年（1210年）前後から西方の西夏がモンゴル帝国の攻撃に直面し、金側へ援助要請が出されたが、金は援軍を出さず、西夏はモンゴルと講和を結んでなんとか軍を撤退させた。
貞祐元年（1213年）末にチンギス・カンは旧金側の兵力も併せ、親征して第2回の金遠征を行った。ジョチ、チャガタイ、オゴデイらチンギスの諸子指揮下の右翼軍を太行山脈に沿って山西方面に侵攻させ、ジョチ・カサル指揮下の左翼軍は河北の沿岸地域に沿って制圧、チンギス自身は末子のトルイとともに中軍を指揮して河北から山東方面まで侵攻して、これら河北・河東・山東の90余郡の諸都市はことごとく劫掠されたという。2月までの3カ月間に守備隊を備え陥落や破壊を免れた都市は、これら3地域のうち大名府・真定府・青州・済州・邳州・海州・沃州・順州・通州の9つしかなかったという。
12月頃に1度、モンゴル軍の一部隊によって囲まれたこともあったが、貞祐2年（1214年）4月にチンギスの親率軍が金の都城である中都（現在の北京）に至り、完全に包囲された。チンギス率いるモンゴル軍は全軍、中都の北郊外に布陣し、使者を送って宣宗以下金朝宮廷の不徳を難詰した。丞相となった朮虎高琪は、モンゴル軍に疫病や兵馬の疲弊があるので、中都から軍をもって打って出てこれを攻撃するよう説いた。しかし宰相で宗室でもあった福興は、出撃して敗戦した場合、軍が離散して郷里に帰ってしまい、都がモンゴル軍の兵火に晒されるという危険性を指摘したため、宣宗はこの進言を採用した。宣宗は福興の献策に従い、モンゴルと講和を結んだが、この時、従妹の哈敦（ハトン）公主（衛紹王の娘の岐国公主。モンゴル宮廷では「公主皇后」と呼ばれた）を童男女各500人とともにチンギスに降嫁させ、御馬3000頭、金銀珠玉など多数の持参金を持たせるなど、屈辱的な条件でモンゴルと和睦している。こうしてモンゴル軍は撤退した。
同年5月、チンギスの再度の侵攻を恐れた宣宗は、中都から開封に遷都した（貞祐の南遷）。中都には太子守忠を残し、丞相完顔福興を留守軍に命じた。しかし、中都が包囲されていた時に契丹人守備部隊に給付していた馬匹や甲冑を回収しようとした時、契丹人の指揮官らが拒んで叛乱を起こした。福興はこれを鎮圧したが、この契丹人指揮官の一人がチンギスに使節を送って援助を懇願したため、チンギスは南方への遷都と契丹人の叛乱の事情をモンゴルへの反抗と認識し、再度の金侵攻を命じた。
貞祐3年（1215年）に中都はモンゴル軍によって陥落、金は華北における領土の大半を失うことになった。
内政面では、軍事力の増強と国庫収入の好転を図って財政政策を推し進めたが失敗、国内にインフレが発生し、経済的混乱が発生した。また王朝の弱体化を見て、それまで金に服属していた有力な漢人や契丹人の諸侯の自立も目立つことになった。
元光2年（1223年）に還暦を過ぎて崩御した。

## 宗室

### 后妃
- 明恵皇后 王氏
- 元妃王氏
- 麗妃史氏
- 真妃龐氏
- 李氏

### 子
- 荘献太子 守忠
- 荊王 盤都（守純）
- 哀宗 寧甲速（守礼・守緒）
- 玄齢

### 孫
- 皇太孫 鏗（中国語版）（守忠の子） - 沖懐太孫と諡された